# Identification des oiseaux
 (janvier 2022).
Si vous disposez d'ouvrages ou d'articles de référence ou si vous connaissez des sites web de qualité traitant du thème abordé ici, merci de compléter l'article en donnant les références utiles à sa vérifiabilité et en les liant à la section « Notes et références ».
L'identification des oiseaux fait partie des caractéristiques physiques, écologiques et comportementales qui sont les clés de la détermination des espèces.
La distinction entre espèces se fait notamment :
- par l'apparence (taille, silhouette, plumage, émargination)
- par les cris et les chants
- par les milieux fréquentés
- par le comportement
- l'identification des plumes (formule alaire)
- l'identification des déjections (pelote de réjection si elle existe)
- la morphologie des pattes et les empreintes.

Certains oiseaux se ressemblent physiquement beaucoup (cas des pouillots, des grimpereaux, par exemple) et ne peuvent être distingués facilement que par leur chant.
Le matériel nécessaire peut être assez rudimentaire (livre d'identification ornithologique, jumelles). Néanmoins, pour permettre une détermination fine, des compléments sont nécessaires (lunette d'observation, bloc-notes et  crayon).
L'identification des oiseaux est une science et peut constituer un passe-temps à part entière. Elle peut être systématique lors des baguages ou de la pose de marque nasale.
Les notions d'espèces peuvent évoluer, la classification étant soumise à des travaux de recherche scientifique continus.

## Morphologie
| Morphologie d'un Vanellus malabaricus | |
| --- | --- |
| \| Bec Calotte Lore Manteau Bas-ventre Cuisse Articulation tibio-tarsale Tarsométatarse Doigts Ventre Tibiotarse Flanc Poitrail Gorge et Gorgerin Caroncule Iris Plumage de couverture Plumes scapulaires Plumage de petite et moyenne couverture Rémiges tertiaires Rectrices Rémiges primaires \| | Les oiseaux n'ont pas d'organes sexuels externes. Les oreilles sont cachées sous le plumage et sans pavillon externe. Les aigrettes (plumes en forme d'oreille) chez les hiboux ne sont pas utiles dans l'audition. |
| Bec Calotte Lore Manteau Bas-ventre Cuisse Articulation tibio-tarsale Tarsométatarse Doigts Ventre Tibiotarse Flanc Poitrail Gorge et Gorgerin Caroncule Iris Plumage de couverture Plumes scapulaires Plumage de petite et moyenne couverture Rémiges tertiaires Rectrices Rémiges primaires       | |

| Caractéristiques de la tête | Caractéristiques de la tête | Caractéristiques de la tête | Caractéristiques de la tête |
| d'un passeriforme           | d'un passeriforme | d'un rapace                 | d'un rapace |
| --------------------------- | --- | --------------------------- | --- |
|                             | - 1 bonnet ou calotte - 2 côté de la calotte - 3 sourcil - 4 couvertures parotiques ou couvertures auriculaires. - 5 narine - 6 mandibule supérieure - 7 mandibule inférieure - 8 moustaches - 9 trait mentonnier - 10 gorge - 11 nuque - 12 ligne de contact entre les deux mandibules vues latéralement - 13 vibrisses - 14 trait sourcilier |                             | - 1 huppe, ou crête - 2 couvertures parotiques ou couvertures auriculaires. - 3 moustaches - 4 espace sous-mustacien - 5 trait mentonnier - 6 crête supra-orbitaire - 7 maxille - 8 mandibule - 9 culmen - 10 cire du bec - 11 lore - 12 sourcil |
| image                       | légende | image                       | légende |

## Biométrie

Mesure biométrique de l'oiseau

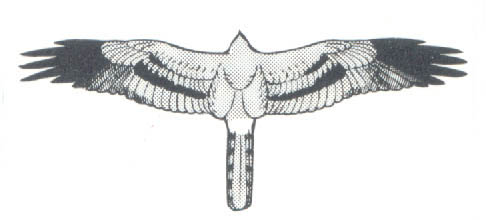
silhouette d'un Busard cendré

Les mesures biométriques de l'oiseau (en) fournissent des données sur les populations d'oiseaux. Elles consistent essentiellement à mesurer la longueur du corps, de l'aile pliée, de la queue  et de la tête, la longueur, l'épaisseur et la hauteur du bec, la longueur et l'épaisseur du tarse, la masse.

### Codage des chants et des cris des oiseaux
Un oiseau peut s'identifier au niveau acoustique par son chant ou ses cris, lesquels sont à la frontière de la musique et du langage parlé.
Le chant ou le cri d'un oiseau est en effet une succession temporelle de sons, entrecoupée de silences et découpée en phrases répétitives. La phrase (ou strophe) est, par définition, le plus grand motif répétitif terminé par un silence (exemple : phrase "rou.rouhh rou" correspondant au chant de la tourterelle turque).
- En musique, le son (musical) est caractérisé par une hauteur, une intensité, une durée et un timbre. Quant au silence, il est caractérisé par une durée.
- Concernant les oiseaux, la hauteur des sons (fréquence de leur fondamentale) n'est pas un trait saillant de la phrase alors que le timbre des sons (fréquence des harmoniques de rang supérieur) l'est. Tout son prononcé n'est pas en effet une simple note de musique ou groupe de notes, mais une syllabe comme dans le langage parlé. Par exemple, le cri de la chouette hulotte ("ouh.iiik") comporte deux syllabes "ouh" et "iiik", composées elles-mêmes des phonèmes "ou", "i" et "k".
- Ainsi, une phrase peut se décomposer en mots et chaque mot en sons, un son étant une simple syllabe. Une grammaire formelle du codage des chants et des cris des oiseaux est alors possible, en combinant musique et langage parlé[1].

### Aspect extérieur d'un oiseau (formalisation)
Pour un oiseau adulte d'une espèce donnée, l'aspect extérieur peut se caractériser simplement comme suit.
- Polymorphisme sexuel : mâle, femelle, indifférent
- Polymorphisme saisonnier : été (plumage nuptial), hiver (plumage internuptial), indifférent
- Polymorphisme génétique : morphe pâle/sombre, morphe roux/gris, indifférent
- Poids : poids moyen en grammes
- Plumage : couleur, particularités
- Queue
  - Queue globale : forme, longueur, couleur dessus/dessous, particularités
  - Croupion : forme, couleur, particularités
- Corps
  - Corps global : forme, particularités
  - Dos : couleur, particularités
  - Ailes : forme, couleur dessus/dessous, particularités
  - Poitrine : couleur, particularités
  - Ventre : couleur, bas-ventre, particularités
- Tête
  - Tête globale : forme, couleur, particularités
  - Bec : forme, longueur, couleur, particularités
  - Calotte : couleur, particularités
  - Front : couleur, particularités
  - Sourcils : couleur, particularités
  - Yeux : forme, couleur, disque oculaire, cercle oculaire, bandeau oculaire, collier oculaire, particularités
  - Joues : couleur, particularités
- Cou
  - Cou global : forme, longueur, couleur, particularités
  - Gorge : couleur, particularités
  - Nuque : couleur, particularités
- Pattes : forme, longueur, couleur, particularités
- Comportement : en vol, perché, au sol, sur l'eau, la nuit, particularités
- Photo : une ou plusieurs photos représentatives des caractéristiques de l'espèce

Régis Petit a classé selon ces critères les 300 oiseaux d'Europe les plus communs et en ne gardant que leurs traits saillants permettant de les inter-comparer. Cette base de données est accessible gratuitement en ligne sous forme d'une feuille de calcul au format XLS.

### Habitat des oiseaux (formalisation)
Pour l'ensemble des oiseaux d'Europe, et plus particulièrement de France, l'habitat principal de nidification peut se standardiser simplement en six domaines :
- Agricole ou rural (cultures, plaine, montagne) ;
- Eau douce (étang, lac, marais non salé, rivière) ;
- Forestier (forêt) ;
- Maritime (mer, rivage, marais salé) ;
- Rocheux non maritime (rocher, falaise) ;
- Urbain (ville, village, parc, jardin).

## Glossaire ornithologique
- Calotte : partie supérieure de la tête de l'oiseau appelé également vertex.
- Moustache : trait ou tache oblique partant de la base de la mandibule inférieure vers le bas.
- Parotique (région parotique, couvertures parotiques ou auriculaires) : région latérale de la tête située sous l'œil partant de la base du bec jusqu'à l'oreille.
- Sourcil : plumage à la coloration différente au-dessus des yeux de certaines espèces ayant une fonction d'attirance sexuelle et de reconnaissance.